# Голямо-Чочовені
Голя́мо-Чо́човені (болг. Голямо Чочовени) — село в Сливенській області Болгарії. Входить до складу общини Сливен.

## Населення
За даними перепису населення 2011 року у селі проживали 166 осіб.
Національний склад населення села:
| Національність   | Кількість осіб | Відсоток |
| ---------------- | -------------- | -------- |
| болгари          | 149            | 94,9 %   |
| турки            | 0              | 0 %      |
| цигани           | 0              | 0 %      |
| інша             | 8              | 5,1 %    |
| не визначились   | 0              | 0 %      |
| Всього відповіли | 157            |          |

Розподіл населення за віком у 2011 році:
Динаміка населення: